# Mistrzostwa Polski Seniorów w Lekkoatletyce 1988

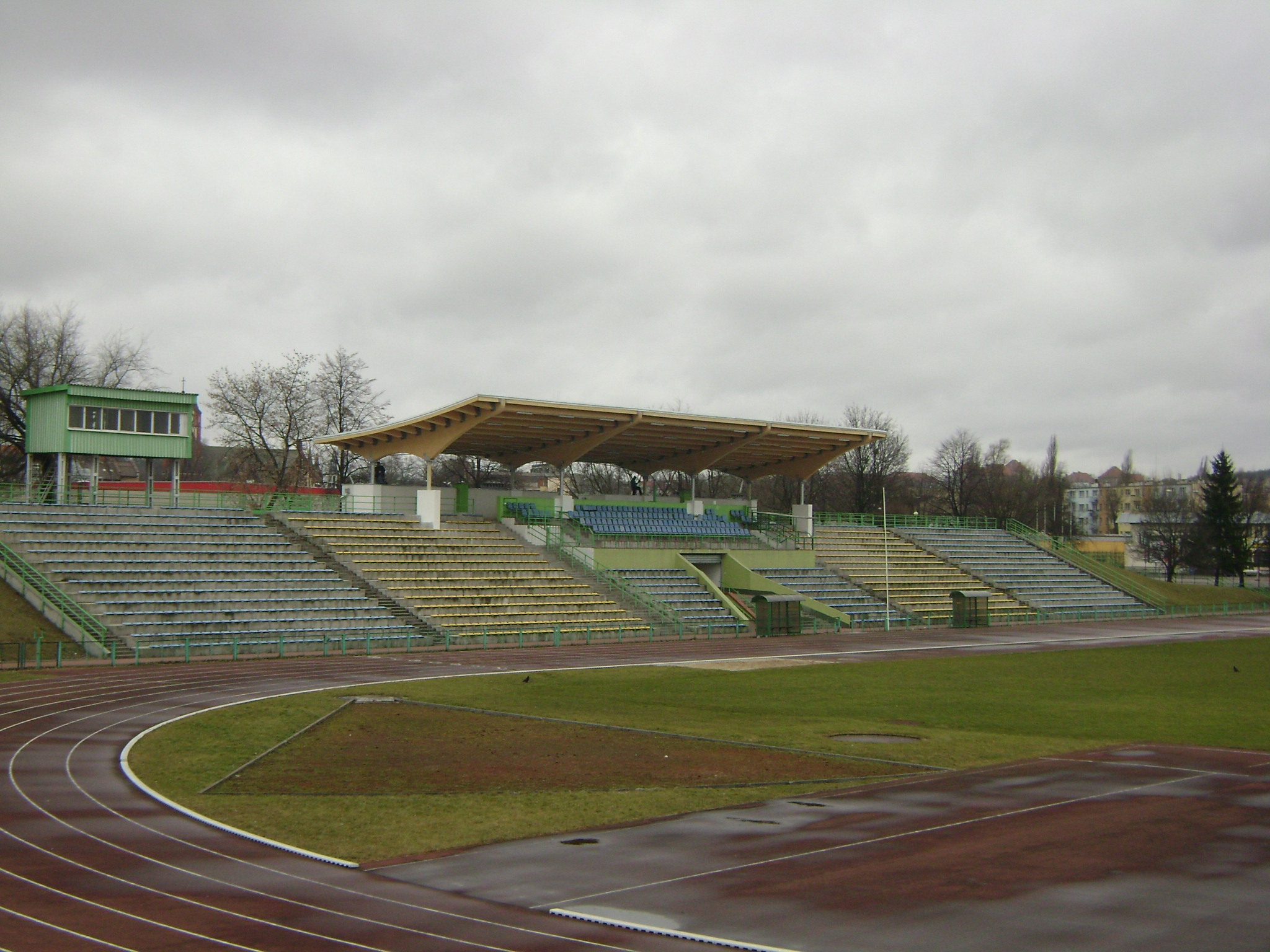
Stadion im. Bronisława Malinowskiego

64. Mistrzostwa Polski Seniorów w Lekkoatletyce – zawody, które rozgrywane były w Grudziądzu na Stadionie Miejskim między 12 a 14 sierpnia 1988.

## Rezultaty
| NR – rekord Polski \| SB – najlepszy wynik w sezonie \| PB – rekord życiowy |

### Mężczyźni
| Konkurencja:                  | 1. miejsce                                                                                | Rezultat     | 2. miejsce                                                                         | Rezultat   | 3. miejsce                                                                    | Rezultat  |
| Bieg na 100 m                 | Marian Woronin Legia Warszawa                                                             | 10,34        | Czesław Prądzyński Bałtyk Gdynia                                                   | 10,41      | Andrzej Popa Orkan Poznań                                                     | 10,47     |
| Bieg na 200 m                 | Czesław Prądzyński Bałtyk Gdynia                                                          | 21,14        | Andrzej Popa Orkan Poznań                                                          | 21,44      | Zygfryd Swaczyna Zawisza Bydgoszcz                                            | 21,80     |
| Bieg na 400 m                 | Tomasz Jędrusik AZS Warszawa                                                              | 46,34        | Mariusz Rządziński AZS Łódź                                                        | 47,07      | Wojciech Lach Zryw Toruń                                                      | 47,08     |
| Bieg na 800 m                 | Piotr Piekarski Zawisza Bydgoszcz                                                         | 1:47,14      | Ryszard Ostrowski Olimpia Poznań                                                   | 1:47,60    | Rafał Jerzy Legia Warszawa                                                    | 1:48,42   |
| Bieg na 1500 m                | Waldemar Lisicki Flota Gdynia                                                             | 3:41,01      | Dariusz Odya Wawel Kraków                                                          | 3:41,54    | Bogusław Mamiński Legia Warszawa                                              | 3:42,77   |
| Bieg na 5000 m                | Czesław Mojżysz ROW Rybnik                                                                | 13:51,58     | Leszek Bebło Oleśniczanka                                                          | 13:51,59   | Jan Marchewka Legia Warszawa                                                  | 13:59,57  |
| Bieg na 10 000 m              | Jan Marchewka Legia Warszawa                                                              | 29:02,75     | Karol Dołęga Oleśniczanka                                                          | 29:12,04   | Waldemar Pietruszka Budowlani Częstochowa                                     | 29:22,10  |
| Bieg na 110 m przez płotki    | Krzysztof Płatek AZS Wrocław                                                              | 13,88        | Piotr Wójcik Legia Warszawa                                                        | 14,00      | Romuald Giegiel Górnik Zabrze Lesław Hyjek Górnik Zabrze                      | 14,13     |
| Bieg na 400 m przez płotki    | Robert Zajkowski Warszawianka                                                             | 50,92        | Dariusz Wendicki Bałtyk Gdynia                                                     | 51,37      | Paweł Woźniak Skra Warszawa                                                   | 51,58     |
| Bieg na 3000 m z przeszkodami | Mirosław Żerkowski ROW Rybnik                                                             | 8:24,31      | Henryk Jankowski Olimpia Poznań                                                    | 8:26,14    | Tomasz Zimny Olimpia Poznań                                                   | 8:27,36   |
| Sztafeta 4 × 100 m            | Legia Warszawa Marek Parjaszewski Andrzej Klimaszewski Zbigniew Jakimowicz Paweł Roliński | 40,67        | Zawisza Bydgoszcz Sylwester Machaj Marek Ledeman Wiesław Czarnecki Rafał Bykowski  | 40,85      | AZS Kraków Czesław Piotrowski Robert Pohl Wiesław Krowiak Mariusz Ozimek      | 41,09     |
| Sztafeta 4 × 400 m            | Zawisza Bydgoszcz Zygfryd Swaczyna Piotr Piekarski Józef Rogalski Krzysztof Świerczyński  | 3:09,98      | Wawel Kraków Jerzy Hołoweńko Wojciech Zawiła Ryszard Jaszkowski Krzysztof Sidowski | 3:10,96    | Górnik Wałbrzych Jarosław Wiśniowski Marek Koza Andrzej Nowak Dariusz Rychter | 3:12,01   |
| Chód na 20 km                 | Zdzisław Szlapkin Olimpia Poznań                                                          | 1:25:12      | Jan Kłos Resovia Rzeszów                                                           | 1:25:57    | Zbigniew Sadlej Wawel Kraków                                                  | 1:26:22   |
| Skok wzwyż                    | Jacek Wszoła AZS Warszawa                                                                 | 2,29         | Dariusz Zielke AZS Gdańsk                                                          | 2,25       | Krzysztof Krawczyk AZS Wrocław Krzysztof Przybyła Zawisza Bydgoszcz           | 2,22      |
| Skok o tyczce                 | Ryszard Kolasa Bałtyk Gdynia                                                              | 5,30         | Wojciech Dakiniewicz Zawisza Bydgoszcz                                             | 5,20       | Piotr Cesarek Legia Warszawa                                                  | 5,00      |
| Skok w dal                    | Mirosław Hydel Stal Mielec                                                                | 7,90         | Andrzej Klimaszewski Legia Warszawa                                                | 7,85       | Stanisław Jaskułka AZS Warszawa                                               | 7,68      |
| Trójskok                      | Andrzej Grabarczyk Start Łódź                                                             | 17,08w       | Jacek Pastusiński Legia Warszawa                                                   | 16,93w     | Krzysztof Zuch AZS Kraków                                                     | 16,49     |
| Pchnięcie kulą                | Helmut Krieger Chemik Kędzierzyn                                                          | 20,61        | Piotr Perżyło Górnik Brzeszcze                                                     | 19,73      | Janusz Gassowski Zawisza Bydgoszcz                                            | 19,31     |
| Rzut dyskiem                  | Dariusz Juzyszyn AZS Wrocław                                                              | 61,68        | Edward Rikert Zawisza Bydgoszcz                                                    | 59,42      | Mieczysław Szpak Gryf Słupsk                                                  | 57,64     |
| Rzut młotem                   | Mariusz Tomaszewski Hutnik Kraków                                                         | 71,48        | Wacław Filek Hutnik Kraków                                                         | 69,44      | Lech Kowalski Stal Mielec                                                     | 68,06     |
| Rzut oszczepem                | Mirosław Witek Gryf Słupsk                                                                | 75,44        | Mirosław Baraniak Górnik Brzeszcze                                                 | 74,38      | Mirosław Kętrzyński Lechia Gdańsk                                             | 74,04     |
| Dziesięciobój                 | Dariusz Grad AZS Warszawa                                                                 | 8050 pkt. SB | Andrzej Wyżykowski Zawisza Bydgoszcz                                               | 74999 pkt. | Janusz Leśniewicz Legia Warszawa                                              | 7407 pkt. |

### Kobiety
| Konkurencja:               | 1. miejsce                                                                       | Rezultat   | 2. miejsce                                                             | Rezultat  | 3. miejsce                                                                                | Rezultat  |
| Bieg na 100 m              | Ewa Pisiewicz Start Lublin                                                       | 11,33 SB   | Jolanta Janota Start Lublin                                            | 11,34     | Joanna Smolarek Start Katowice                                                            | 11,36     |
| Bieg na 200 m              | Agnieszka Siwek Górnik Zabrze                                                    | 22,92      | Jolanta Janota Start Lublin                                            | 23,36     | Joanna Smolarek Start Katowice                                                            | 23,50     |
| Bieg na 400 m              | Genowefa Błaszak Chemik Kędzierzyn                                               | 52,62      | Elżbieta Kapusta Budowlani Kielce                                      | 53,64     | Renata Sosin Hutnik Kraków                                                                | 53,71     |
| Bieg na 800 m              | Małgorzata Rydz Budowlani Częstochowa                                            | 2:03,05    | Dorota Dziak Chemik Kędzierzyn                                         | 2:03,47   | Joanna Siemieniuk AZS Wrocław                                                             | 2:03,82   |
| Bieg na 1500 m             | Małgorzata Rydz Budowlani Częstochowa                                            | 4:14,00 SB | Grażyna Kowina Kłos Olkusz                                             | 4:14,43   | Zofia Więciorkowska AZS Olsztyn                                                           | 4:16,07   |
| Bieg na 3000 m             | Grażyna Kowina Kłos Olkusz                                                       | 9:10,89 SB | Bożena Dziubińska Start Lublin                                         | 9:20,99   | Anna Sińczuk Legia Warszawa                                                               | 9:21,21   |
| Bieg na 100 m przez płotki | Grażyna Tadrzak Warszawianka                                                     | 13,53 SB   | Sylwia Bednarska Gwardia Warszawa                                      | 13,63     | Małgorzata Urbanowicz Start Łódź                                                          | 13,66     |
| Bieg na 400 m przez płotki | Genowefa Błaszak Chemik Kędzierzyn                                               | 56,49      | Małgorzata Płatek AZS Wrocław                                          | 58,44     | Beata Knapczyk Wawel Kraków                                                               | 59,58     |
| Sztafeta 4 × 100 m         | Start Lublin Elżbieta Brzykca Małgorzata Dunecka Jolanta Janota Ewa Pisiewicz    | 44,59      | Skra Warszawa Beata Fus Beata Milkiewicz Dorota Krawczak Anna Żulińska | 45,87     | Lubtour Zielona Góra Mariola Fabiańska Wioletta Nowakowska Izabella Nowak Grażyna Pilecka | 47,32     |
| Sztafeta 4 × 400 m         | Chemik Kędzierzyn Jolanta Barska Dorota Dziak Elżbieta Kilińska Genowefa Błaszak | 3:37,52    | Wawel Kraków Beata Panek Elżbieta Spiżak Anna Maniecka Beata Knapczyk  | 3:39,62   | AZS Wrocław Małgorzata Płatek Renata Stawowiak Monika Szulc Joanna Siemieniuk             | 3:40,07   |
| chód na 5000 m             | Kazimiera Mosio Tęcza Mielec                                                     | 23:25,94   | Katarzyna Schewe Lechia Gdańsk                                         | 23:30,69  | Anna Bąk Stal Stalowa Wola                                                                | 23:38,68  |
| Skok wzwyż                 | Danuta Bułkowska AZS Wrocław                                                     | 1,86       | Małgorzata Orłowska AZS Gdańsk                                         | 1,83      | Iwona Jakóbczak AZS Gorzów Wlkp.                                                          | 1,83      |
| Skok w dal                 | Agata Karczmarek Legia Warszawa                                                  | 6,55       | Hanna Horyd Gwardia Piła                                               | 6,09      | Ilona Dopierała Start Łódź                                                                | 6,06      |
| Pchnięcie kulą             | Małgorzata Wolska Zawisza Bydgoszcz                                              | 17,07      | Mirosława Znojek AKS Chorzów                                           | 15,76     | Anna Salińska Podlasie Białystok                                                          | 15,51     |
| Rzut dyskiem               | Renata Katewicz Start Łódź                                                       | 62,96      | Ewa Siepsiak Śląsk Wrocław                                             | 53,38     | Anna Nelke Lechia Gdańsk                                                                  | 53,14     |
| Rzut oszczepem             | Genowefa Patla AZS Warszawa                                                      | 59,42      | Małgorzata Kiełczewska Start Lublin                                    | 56,24     | Krystyna Mączka Lechia Gdańsk                                                             | 55,40     |
| Siedmiobój                 | Urszula Włodarczyk AZS Wrocław                                                   | 5775 pkt.  | Małgorzata Lisowska Górnik Wałbrzych                                   | 5546 pkt. | Ewa Prusak Gryf Słupsk                                                                    | 5420 pkt. |

## Biegi przełajowe
60. mistrzostwa Polski w biegach przełajowych rozegrano 13 marca w Żaganiu. Kobiety rywalizowały na dystansie 4 kilometrów, a mężczyźni na 12 km.

### Mężczyźni
| Konkurencja:            | 1. miejsce                   | Rezultat | 2. miejsce            | Rezultat | 3. miejsce                | Rezultat |
| Bieg przełajowy (12 km) | Bogusław Psujek Oleśniczanka | 38:43    | Jan Huruk Gryf Słupsk | 39:00    | Karol Dołęga Oleśniczanka | 39:21    |

### Kobiety
| Konkurencja:           | 1. miejsce                         | Rezultat | 2. miejsce                 | Rezultat | 3. miejsce                  | Rezultat |
| Bieg przełajowy (4 km) | Małgorzata Birbach Gwardia Olsztyn | 14:49    | Grażyna Kowina Kłos Olkusz | 15:05    | Anna Dobrowolska OKS Otwock | 15:09    |

## Maraton
Rywalizacja w maratonie (kobiet i mężczyzn) miała miejsce 27 marca w Dębnie.

### Mężczyźni
| Konkurencja: | 1. miejsce                  | Rezultat   | 2. miejsce                          | Rezultat | 3. miejsce                     | Rezultat |
| Maraton      | Wiktor Sawicki Wawel Kraków | 2:12:26 SB | Jerzy Skarżyński Budowlani Szczecin | 2:12:56  | Tadeusz Ławicki Zagłębie Lubin | 2:13:20  |

### Kobiety
| Konkurencja: | 1. miejsce                              | Rezultat | 2. miejsce                      | Rezultat | 3. miejsce                   | Rezultat |
| Maraton      | Wanda Panfil Lechia Tomaszów Mazowiecki | 2:32:23  | Krystyna Chylińska Start Lublin | 2:35:29  | Ewa Szydłowska Bałtyk Gdynia | 2:36:51  |

## Chód na 50 km
Zawody mistrzowskie w chodzie na 50 kilometrów mężczyzn rozegrano 16 kwietnia w Gdyni.

### Mężczyźni
| Konkurencja:  | 1. miejsce                        | Rezultat | 2. miejsce                    | Rezultat | 3. miejsce                | Rezultat |
| Chód na 50 km | Jerzy Wróblewicz Pomorze Stargard | 4:03:13  | Adam Urbanowski Śląsk Wrocław | 4:04:48  | Jan Holender Flota Gdynia | 4:10:03  |

## Chód na 10 km
Mistrzostwa w chodzie na 10 kilometrów kobiet rozegrano 30 kwietnia w Stalowej Woli.
| Konkurencja:  | 1. miejsce               | Rezultat | 2. miejsce                 | Rezultat | 3. miejsce                | Rezultat |
| Chód na 10 km | Ewa Musur Olimpia Poznań | 47:21 NR | Anna Bąk Stal Stalowa Wola | 48:17    | Beata Betlej Tęcza Mielec | 48:21    |

## Bieg na 5000 m kobiet
Mistrzostwa w biegu na 5000 metrów kobiet rozegrano 21 czerwca w Grudziądzu.
| Konkurencja:   | 1. miejsce                              | Rezultat    | 2. miejsce               | Rezultat | 3. miejsce                 | Rezultat |
| Bieg na 5000 m | Wanda Panfil Lechia Tomaszów Mazowiecki | 15:42,67 NR | Helena Sabaj Stal Mielec | 16:11,70 | Lidia Camberg AZS Katowice | 16:12,62 |

## Bieg na 10 000 m kobiet
Mistrzostwa w biegu na 10 000 metrów kobiet rozegrano 30 lipca w Sopocie.
| Konkurencja:     | 1. miejsce                  | Rezultat    | 2. miejsce              | Rezultat | 3. miejsce                    | Rezultat |
| Bieg na 10 000 m | Renata Kokowska Orzeł Wałcz | 33:07,08 SB | Anna Iskra AZS Katowice | 33:31,25 | Irena Czuta Kolejarz Katowice | 33:32,00 |

## Półmaraton
Półmaraton kobiet i mężczyzn odbył się 28 sierpnia w Brzeszczach. Rywalizowano na dystansie 20 kilometrów.

### Mężczyźni
| Konkurencja: | 1. miejsce                      | Rezultat | 2. miejsce            | Rezultat | 3. miejsce                         | Rezultat |
| Półmaraton   | Mirosław Gołębiewski ROW Rybnik | 1:01:27  | Jan Huruk Gryf Słupsk | 1:01:38  | Edward Rydzewski Chemik Kędzierzyn | 1:01:57  |

### Kobiety
| Konkurencja: | 1. miejsce                              | Rezultat | 2. miejsce              | Rezultat | 3. miejsce                 | Rezultat |
| Półmaraton   | Wanda Panfil Lechia Tomaszów Mazowiecki | 1:08:20  | Anna Iskra AZS Katowice | 1:11:03  | Lidia Camberg AZS Katowice | 1:12:26  |